# Teresa Surita
Maria Teresa Sáenz Surita Guimarães (São Manuel, 14 de agosto de 1956) é uma turismóloga e política brasileira, filiada ao Movimento Democrático Brasileiro (MDB). Foi prefeita de Boa Vista por cinco vezes, sendo eleita com mais 73% dos votos. Foi deputada federal duas vezes por Roraima, além de ter sido primeira-dama do governador Romero Jucá.
É irmã do radialista e apresentador de televisão Emílio Surita, do Programa Pânico. Estudou na Faculdade de Turismo do Morumbi, atual Universidade Anhembi Morumbi (UAM).  

## Prefeitura de Boa Vista
Em 2016, foi reeleita prefeita de Boa Vista (RR) pelo PMDB, com 121.148 votos, ou 79,39% dos votos válidos para a gestão 2017-2020. Ela foi a única mulher prefeita de capitais e a primeira política a gerir uma capital brasileira por cinco vezes. Em sua última eleição (2016), Teresa foi eleita para o 5º mandato com  121.148 votos, o que corresponde a 79,39% dos votos válidos.
Segundo o IBOPE (Instituto Brasileiro de Opinião Pública e Estatística), Teresa Surita terminou seu último mandato com 83% de aprovação entre os boa-vistentes. A pesquisa apontou ainda que Teresa tem 76% de avaliação da gestão como ótima ou boa.
Em 2002, como prefeita, Surita foi admitida à Ordem do Mérito Militar no grau de Comendadora especial pelo presidente Fernando Henrique Cardoso.

### Histórico
Em 1992, foi eleita prefeita de Boa Vista pela primeira vez com 43% dos votos válidos, de um total de 25.054 votos, vencendo seu adversário, o médico Alceste Madeira, do PTB/PRN, candidato apoiado pelo governador Ottomar de Sousa Pinto, que recebeu 18.531 votos, ou 37,9% da preferência do eleitorado.
Foi eleita novamente prefeita de Boa Vista em 2000, com 36.101 votos, ou seja, 44,37% da preferência do eleitorado, vencendo o então prefeito e candidato à reeleição, Ottomar de Sousa Pinto (PTB) que obteve 24.371 votos, o equivalente a 29,95% dos votos.
Foi reeleita em 2004, com vitória sobre o ex-governador Neudo Campos. Teresa obteve 63.024 votos, ou seja, 56,71% dos votos válidos, contra 24.123 votos, ou 21,71%, obtidos por seu adversário.
Renunciou ao mandato de prefeita em 2006, para disputar pelo PMDB uma vaga no Senado, que foi vencida por Mozarildo Cavalcanti, candidato apoiado pelo governador Ottomar de Sousa Pinto.

## Câmara dos Deputados
Teresa Surita foi eleita deputada federal duas vezes, em 1990 (49ª Legislatura) e 2010 (54ª Legislatura).
Na 49ª Legislatura (1991 a 1994), foi Vice-Líder do PDS, membro titular da Comissão de Ciência e Tecnologia, Comunicação e Informática, titular da Comissão Mista Veto Senhor Presidente da República Ao Projeto de Lei da Câmara Nº25/1991, titular da CPI Impunidade de Traficantes e o Crescimento do Consumo de Drogas (CPI do Narcotráfico), titular da CPI Mista Esterilização das Mulheres, suplente da Comissão de Defesa do Consumidor, suplente da CPI Extermínio de Crianças e Adolescentes e relatora da Comissão Especial PL nº 2.057/1991 do Projeto de Lei do "Novo Estatuto do Índio".  Interrompeu o mandato em 31 de dezembro de 1992, para assumir pela primeira vez a prefeitura de Boa Vista.
Na 54.ª Legislatura (2011 a 2015), foi Vice-Líder do PMDB, Primeira Vice-Presidente da Comissão Especial do Plano Nacional de Educação -  PL 8.035/2010, Vice-Presidente da Frente Parlamentar Mista de Defesa dos Direitos Humanos da Criança e do Adolescente, 2º Vice-Presidente Comissão Especial para exame da - PEC111/2011 sobre os Servidores dos Ex- Territórios, membro da Comissão Executiva do Parlamento Jovem Brasileiro, titular da Comissão de Seguridade Social e Família da Câmara dos Deputados do Brasil, titular do Conselho de Altos Estudos e Avaliação Tecnológica, titular da Comissão Especial para exame do PL 7.420/2006 - Lei de Responsabilidade Educacional, titular da Comissão Especial para exame do PL 8.035/2010 - Plano Nacional de Educação 2011/2015, titular da Comissão Especial para exame do PL 1.610/1996 - Exploração de Recursos Minerais em Terras Indígenas, titular da  Comissão Especial para exame do PL 7663/10 - Sistema Nacional de Políticas sobre Drogas, titular da Comissão Parlamentar de Inquérito do Tráfico de Pessoas no  Brasil - CPITRAPE, titular da Comissão Parlamentar de Inquérito sobre a Exploração Sexual de Crianças e Adolescentes - CPICRIAN, suplente da Comissão de Direitos Humanos e Minorias, suplente da Comissão de Desenvolvimento Urbano e conselheira da Mesa Diretora, nomeada em 9 de abril de 2011, pela Frente Parlamentar Mista dos Municípios e de Apoio aos Prefeitos e Vice-Prefeitos do Brasil - FEMAPREV da Câmara dos Deputados e do Senado Federal.

## Cargos públicos

### Ministério das Cidades
Secretária Nacional de Programas Urbanos, Governo Federal - Ministério das Cidades, Brasília, DF, Brasil, 2008-2009
No Ministério das Cidades ocupou o cargo de Secretária Nacional de Programas Urbanos, encarregado das políticas federais destinadas aos 5.564 municípios brasileiros.
Dentre as principais ações, foi responsável por programas como a transferência de titularidade de terras urbanas da União para os ex-territórios na Amazônia, a regularização fundiária urbana (titulação de imóveis), a construção do Programa Minha Casa, Minha Vida  e a destinação de imóveis do Instituto Nacional do Seguro Social - INSS para fins de habitação de interesse social e a mediação de negociações com os movimentos sociais pela habitação urbana

### Ministério do Desenvolvimento Agrário
Foi assessora especial do Ministério do Desenvolvimento Agrário em Brasília de 1999 a 2000.

### Governo do Estado de Roraima
Foi coordenadora de Ação Social do Governo do Estado de Roraima nos anos de 1989 a 1990.

## Processos por corrupção
Teresa Surita foi condenada em primeira instância pelo desvio de recursos públicos de acordo com investigação realizada pelo Ministério Público Federal (MPF). Além da prefeita, foram condenados em primeira instância Nélio Afonso Borges, secretário de obras do município de Boa Vista, e seu irmão Nei Afonso Borges, empresário e sócio da empresa NAB Engenharia Ltda. Segundo a investigação do MPF, as irregularidades que resultaram na condenação em primeira instância decorreram de convênio celebrado entre o Ministério das Cidades, no qual a prefeita já havia trabalhado, e a Prefeitura de Boa Vista, onde exercia mandato de prefeita. No procedimento licitatório para contratação de empresa para a realização das obras de asfaltamento de diversas vias de Boa Vista, conforme previstas no convênio, ocorreu favorecimento e superfaturamento de preços.

## Histórico eleitoral
Eleições de 1990
Eleita deputada federal com 22% dos votos válidos em Roraima. O segundo colocado obteve 6,8% dos votos válidos.
Eleições de 1992
Eleita prefeita de Boa Vista pela primeira vez, tendo exercido a função no período de 1 de janeiro de 1993 a 1 de Janeiro de 1997.
Eleições de 1998
Em 1998, já pelo PSDB, disputou o governo de Roraima contra o então governador Neudo Campos, candidato à reeleição, sendo derrotada no 2º turno quando obteve 57.352 votos, ou 47,79% do eleitorado.
Eleições de 2000
Foi eleita prefeita de Boa Vista nas eleições de 2000, para o mandato de 2001-2004, pelo PSDB, com 36.101 votos, ou 44,37% dos 81.352 votos válidos, vencendo o então Prefeito e candidato à reeleição Ottomar Pinto (PTB), que obteve 29,96% dos votos. 
Eleições de 2004
Reeleita prefeita de Boa Vista, obteve a vitória contra o ex-governador Neudo Campos. Teresa obteve 63.024 votos, ou 56,71% dos votos válidos. O segundo colocado obteve 24.123 votos, ou 21,71% dos votos válidos.
Eleições de 2006
Concorreu a uma vaga no Senado Federal, obtendo 75.267 votos (42,1%), sendo derrotada pelo já senador Mozarildo Cavalcanti, candidato apoiado pelo governador Ottomar Pinto, que obteve 98.860 votos, ou 55,3% dos votos válidos.
Eleições de 2010
Eleita deputada federal, sendo proporcionalmente a quarta mais votada do Brasil e a parlamentar com a maior proporção de votos de Roraima, obtendo 13,38% dos votos válidos no Estado. O segundo colocado obteve 8,60% dos votos válidos. No Brasil em 2010, apenas 35 deputados federais se elegeram com seus próprios votos, ou seja, conseguiram nas urnas mais votos que o coeficiente eleitoral (o número de votos mínimos para um partido ou coligação eleger um deputado). Com 222.696 de votos válidos, o coeficiente para eleição de cada um dos oito representantes de Roraima na câmara baixa foi de 27.837 votos. Teresa alcançou 29.804 votos. Sua coligação fez cinco das oito cadeiras disponíveis no pleito.
Eleições de 2012
Eleita prefeita de Boa Vista, Roraima, pela quarta vez, pelo PMDB, com 57.066 votos, ou 39,26% dos votos válidos. Assumirá a prefeitura no dia 1º de janeiro de 2013 para mandato até 31 de dezembro de 2016.  Teresa Surita foi a única mulher eleita prefeita de uma capital em 2012.
Eleições de 2016
Em 2016, Teresa candidatou-se para a reeleição e foi eleita para o 5º mandato com 121.148 votos, o que corresponde a 79,39% dos votos válidos para o mandato 2017-2020.
Eleições de 2022
Em 2022, é candidata ao governo de Roraima pelo MDB.